# Bulbophyllum
Bulbophyllum Thouars, 1822 è un genere di Orchidaceae della sottofamiglia Epidendroideae, che comprende oltre 2000 specie, diffuse nella zona tropicale.

## Descrizione

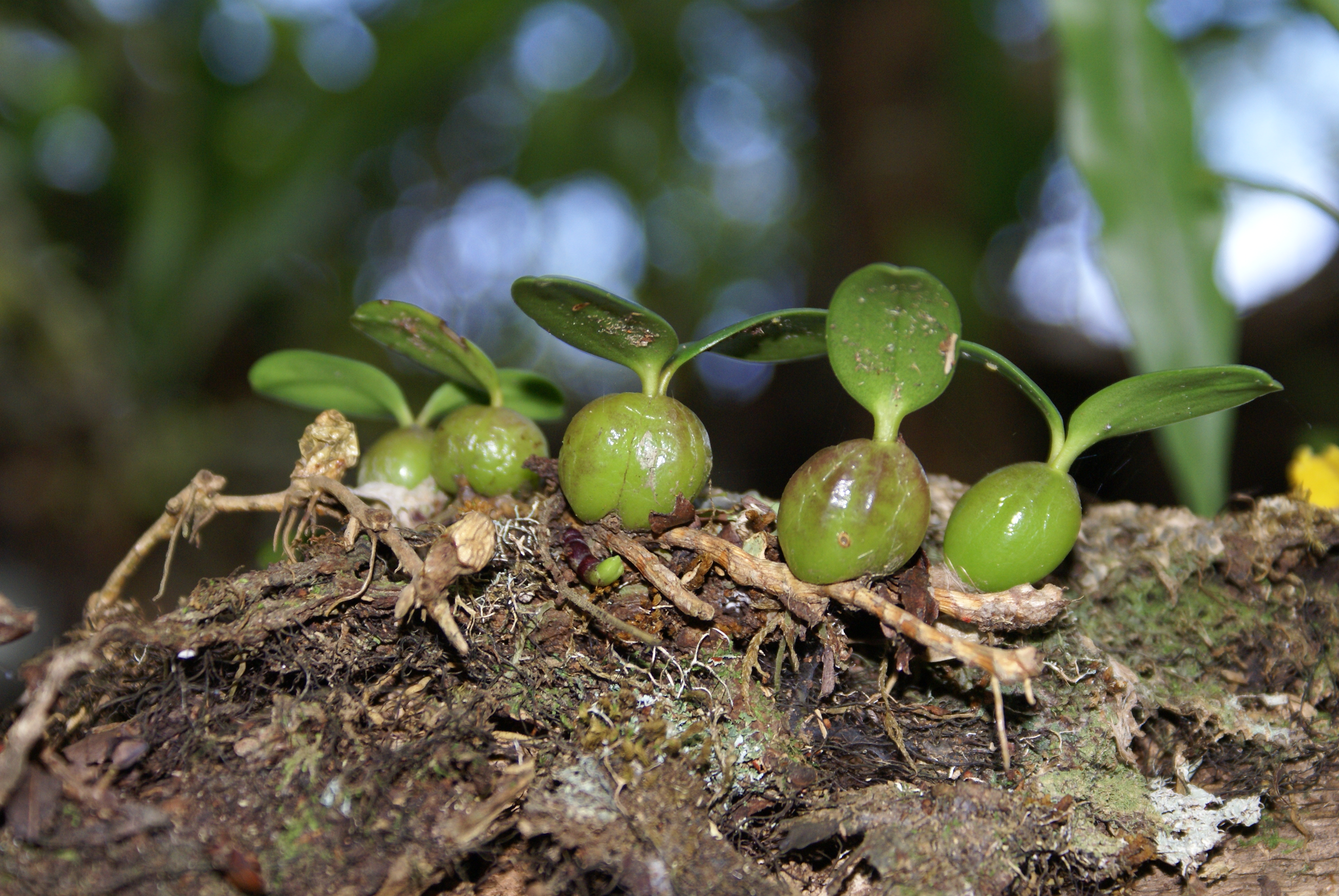
Pseudobulbi di
Bulbophyllum nutans

Il genere comprende, con poche eccezioni, specie epifite, con accrescimento simpodiale, dotate di pseudobulbi di forma ovale o sferica, con una, talora due o tre, foglie al loro apice.

Come in tutte le Orchidaceae, i fiori sono trimeri, zigomorfi, con uno dei petali modificato in labello, il cui aspetto funge da richiamo per gli insetti impollinatori. Caratteristicamente l'infiorescenza si sviluppa alla base dello pseudobulbo, carattere questo che consente la differenziazione dal genere Dendrobium, per altro molto simile, in cui le infiorescenze si sviluppano sui lati o sulla cima dello pseudobulbo. La colonna, l'organo in cui sono racchiusi sia la parte maschile (pollinio) che quella femminile (stigma) ha un piede genicolato cui è attaccato il labello. Il risultato di questa conformazione è una notevole motilità del labello stesso, che vibra ad ogni alito di vento, attirando gli insetti impollinatori.

## Distribuzione e habitat
Il genere Bulbophyllum ha una distribuzione pantropicale: il centro di massima biodiversità sono le foreste montane della Papua Nuova Guinea (più di 600 specie) ma il genere è presente anche in Australia, nel Sud-est asiatico (oltre 200 specie in Borneo), in India, nel Madagascar  (188 specie, alcune endemiche), in Africa, in America centrale e nella fascia tropicale del Sud America.

## Tassonomia
L'esatta posizione filogenetica del genere Bulbophyllum all'interno della sottofamiglia Epidendroideae è stata a lungo incerta. Dressler (1993) assegnava il genere alla sottotribù Bulbophyllinae (tribù Podochilaeae), ma studi filogenetici successivi hanno indotto ad includere le Bulbophyllinae nella sottotribù Dendrobiinae, sottotribù attualmente attribuita alla tribù Malaxideae
Il genere fu descritto nel 1822 da Louis-Marie Aubert du Petit-Thouars nel suo "Histoire particulière des plantes orchidées recueillies sur les trois Iles Australes d'Afrique, de France, de Bourbon et de Madagascar", e in questa prima descrizione gli vennero attribuite 17 specie.

Allo stato attuale esistono oltre 2000 specie descritte.
L'alto numero di specie ha indotto i tassonomi a proporre la suddivisione del genere in oltre 120 sezioni e sottogeneri sui quali tuttavia non esiste un accordo unanime.

Tra le specie più note vi sono:

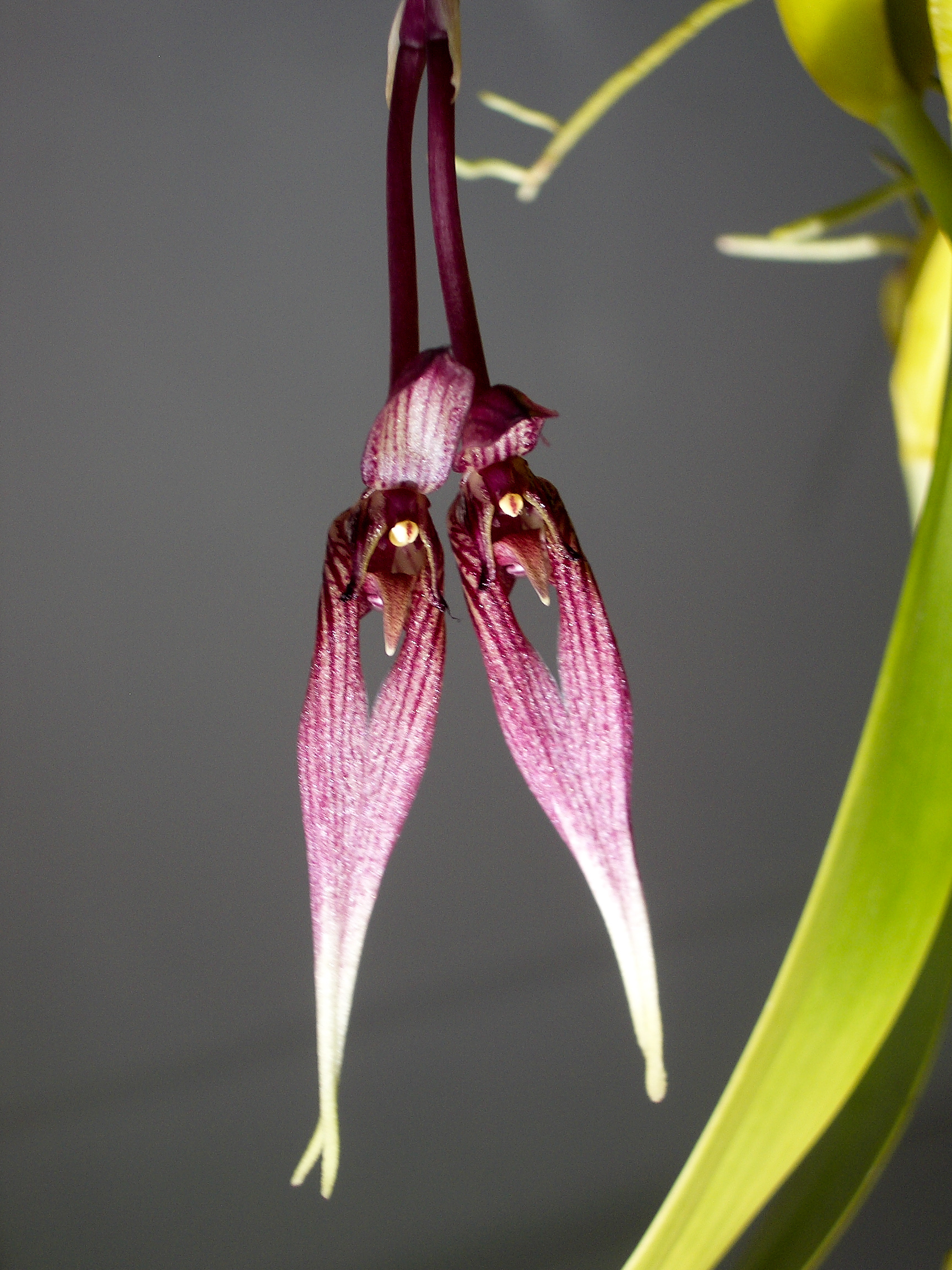
Bulbophyllum beccarii
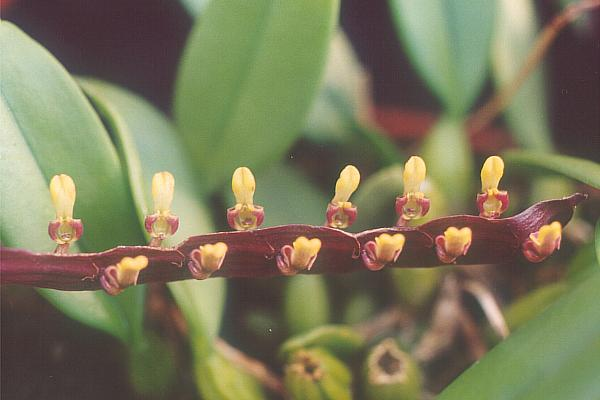
Bulbophyllum barbigerum
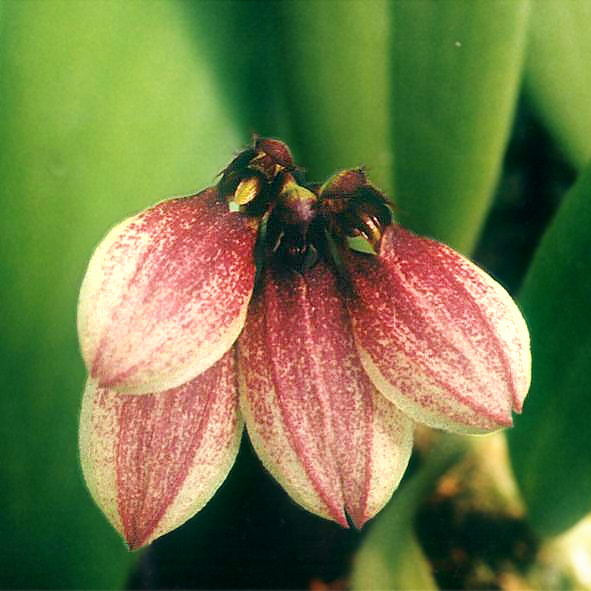
Bulbophyllum bifarium
- Bulbophyllum biflorum
- Bulbophyllum echinolabium
- Bulbophyllum falcatum
- Bulbophyllum falculicorne
- Bulbophyllum filiforme
- Bulbophyllum gravidum
- Bulbophyllum jaapii
- Bulbophyllum kupense
- Bulbophyllum lepidum
- Bulbophyllum macphersonii
- Bulbophyllum medusae
- Bulbophyllum modicum
- Bulbophyllum nigericum
- Bulbophyllum nutans
- Bulbophyllum pandanetorum
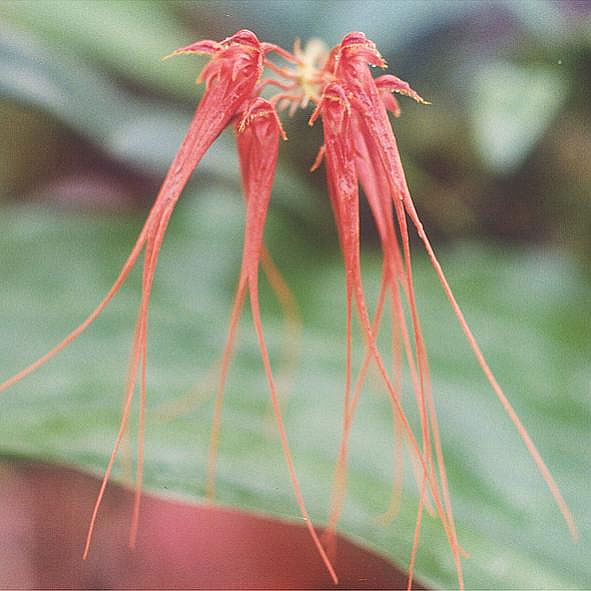
Bulbophyllum pecten-veneris
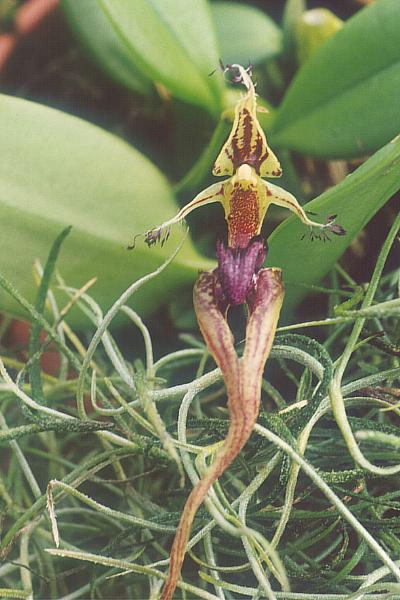
Bulbophyllum putidum
- Bulbophyllum rubrolabellum
- Bulbophyllum tokioi

- Bulbophyllum biflorum
- Bulbophyllum falcatum
- Bulbophyllum lepidum
- Bulbophyllum pecten-veneris
- Bulbophyllum putidum

### Sinonimi obsoleti
- B. globuliforme = Oncophyllum globuliforme
- B. minutissimum= Oncophyllum minutissimum[7]